# Порплищенский сельсовет
Порплищенский сельсовет — административная единица на территории Докшицкого района Витебской области Беларуси.

## Состав
Порплищенский сельсовет включает 12 населённых пунктов:
- Варганы — деревня.
- Вешнее — деревня.
- Грабучее — деревня.
- Ивановка — деревня.
- Лаплино — деревня.
- Осиновка — деревня.
- Петровичи — деревня.
- Порплище — агрогородок.
- Раевка — деревня.
- Чечуки — деревня.
- Шанторовщина — деревня.
- Яблонька — деревня.